# Santo Taumata
Pas d'image ? Cliquez ici

a Compétitions nationales et continentales officielles uniquement.

b Matchs officiels uniquement.
Dernière mise à jour le 10 avril 2024.
Santo Taumata, née le 5 février 2003, est une joueuse internationale néo-zélandaise de rugby à XV évoluant au poste de pilier.

## Biographie
Santo Taumata naît le 5 février 2003. En 2022, elle joue pour la franchise des Chiefs Manawa. Elle compte une sélection en équipe de Nouvelle-Zélande quand elle est retenue en septembre 2022 pour disputer la Coupe du monde qui se joue pour elle à domicile.
Blessée, elle n'est pas retenue pour le WXV 2024.